# Aphanoascus reticulisporus
Aphanoascus reticulisporus är en svampart som först beskrevs av Routien, och fick sitt nu gällande namn av Hubálek 1974. Aphanoascus reticulisporus ingår i släktet Aphanoascus och familjen Onygenaceae.   Inga underarter finns listade i Catalogue of Life.